# Удовиченко, Иван Максимович
Иван Максимович Удовиченко (27 сентября 1922, Чертковский район — 24 марта 1945, Калининградская область) — участник Великой Отечественной войны, заместитель командира эскадрильи 75-го гвардейского штурмового авиационного полка 1-й гвардейской штурмовой авиационной дивизии 1-й воздушной армии 3-го Белорусского фронта. Гвардии старший лейтенант. Герой Советского Союза (1945).

## Биография
Родился 27 сентября 1922 года в селе Шептуховка ныне Чертковского района Ростовской области в семье крестьянина. Русский.
Окончил 7 классов и аэроклуб. В Красной Армии с 1941 года. Окончил Ворошиловградскую военную авиационную школу пилотов в 1943 году. В действующей армии с марта 1943. Член КПСС с 1943 года.
Заместитель командира эскадрильи штурмового авиационного полка гвардии старший лейтенант Удовиченко к марту 1945 года совершил 129 боевых вылетов на штурмовку войск противника. Участвовал в штурме Кёнигсберга. Погиб в Восточной Пруссии в воздушном бою 24 марта 1945 года.
Похоронен в городе Мамоново Калининградской области.

## Награды
- Звание Героя Советского Союза присвоено 19 апреля 1945 года посмертно.
- Награждён орденом Ленина, тремя орденами Красного Знамени, орденом Александра Невского, орденом Отечественной войны 1 степени, а также медалями[3].

## Память
- Именем Удовиченко названа улица в селе Михайлово-Александровка Чертковского района Ростовской области. В настоящее время в школе проходят уроки мужества, посвящённые Герою. В день его рождения проводятся соревнования по футболу на кубок И. М. Удовиченко.